# Gliese 486
Gliese 486, còn được gọi là Wolf 437, là một ngôi sao dãy chính loại M trong chòm sao Xử Nữ. Nhiệt độ bề mặt của nó là 3340 ± 54 K. Gliese 486 tương tự như Mặt Trời về nồng độ các nguyên tố nặng, với chỉ số kim loại [Fe/H] là 0,07 ± 0,16. Nó bị nghi ngờ là một ngôi sao bùng phát, mặc dù các phép đo có sẵn vào năm 2019 không cho thấy bất kỳ đốm sáng nào.
Ngôi sao có từ trường không đáng kể trong sắc quyển khoảng 1,6 kilogauss. Nó đang quay rất chậm và có khả năng rất cũ, thuộc về mặt động học của đĩa mỏng cũ của Dải Ngân Hà.

## Hệ hành tinh
| Thiên thể đồng hành (thứ tự từ ngôi sao ra) | Khối lượng         | Bán trục lớn (AU)        | Chu kỳ quỹ đạo (ngày)       | Độ lệch tâm | Độ nghiêng     | Bán kính              |
| ------------------------------------------- | ------------------ | ------------------------ | --------------------------- | ----------- | -------------- | --------------------- |
| b                                           | 2.82+0.11 −0.12 M🜨 | 0.01734+0.00026 −0.00027 | 1.467119+0.000031 −0.000030 | <0.05       | 88.4+1.1 −1.4° | 1.305+0.063 −0.067 R🜨 |

Vào năm 2021, một hành tinh, tên là Gliese 486 b, được phát hiện trên một quỹ đạo tròn, hẹp. Nó đại diện cho một lớp ngoại hành tinh đá hiếm có phù hợp để xác định đặc điểm quang phổ trong tương lai gần, ngay sau khi Kính viễn vọng Không gian James Webb được phóng lên.